# Роуз-Сіті (Мічиган)
Роуз-Сіті (англ. Rose City) — місто (англ. city) в США, в окрузі Огемо штату Мічиган. Населення — 577 осіб (2020).

## Географія
Роуз-Сіті розташований за координатами 44°25′16″ пн. ш. 84°6′55″ зх. д. / 44.42111° пн. ш. 84.11528° зх. д. (44.421054, -84.115409).  За даними Бюро перепису населення США в 2010 році місто мало площу 2,81 км², з яких 2,79 км² — суходіл та 0,02 км² — водойми.

## Демографія
Згідно з переписом 2010 року, у місті мешкали 653 особи в 238 домогосподарствах у складі 154 родин. Густота населення становила 233 особи/км².  Було 288 помешкань (103/км²).
Расовий склад населення:
| - 96,9 % — білих - 1,2 % — корінних американців - 0,3 % — азіатів - 0,2 % — чорних або афроамериканців |

До двох чи більше рас належало 0,9 %. Частка іспаномовних становила 1,7 % від усіх жителів.
За віковим діапазоном населення розподілялося таким чином: 23,3 % — особи молодші 18 років, 51,9 % — особи у віці 18—64 років, 24,8 % — особи у віці 65 років та старші. Медіана віку мешканця становила 44,6 року. На 100 осіб жіночої статі у місті припадало 93,8 чоловіків;  на 100 жінок у віці від 18 років та старших — 84,2 чоловіків також старших 18 років.
Середній дохід на одне домашнє господарство  становив 37 192 долари США (медіана — 18 750), а середній дохід на одну сім'ю — 39 021 долар (медіана — 28 393). За межею бідності перебувало 51,2 % осіб, у тому числі 65,8 % дітей у віці до 18 років та 31,0 % осіб у віці 65 років та старших.
Цивільне працевлаштоване населення становило 176 осіб. Основні галузі зайнятості: мистецтво, розваги та відпочинок — 27,3 %, освіта, охорона здоров'я та соціальна допомога — 23,3 %, роздрібна торгівля — 15,3 %, будівництво — 11,9 %.